# Harbshausen
Harbshausen ist ein kleiner Ortsteil der Gemeinde Vöhl im nordhessischen Landkreis Waldeck-Frankenberg, der direkt an den Nationalpark Kellerwald angrenzt und direkt am Ufer des Edersees liegt.

## Geschichte

### Ortsgeschichte
Die älteste bekannte schriftliche Erwähnung von Harbshausen erfolgte unter dem Namen Harprachtishusen im Jahr 1245 in einem Güterverzeichnis des Klosters Haina. Diese Erwähnung basiert auf dem Verkauf einer Mühle durch Ludwig von Vöhl und seine Brüder an das Kloster Haina. Vermutlich ist der Ort jedoch wesentlich älter. Für das Jahr 1570 wird der Bau einer Fachwerkkapelle festgehalten; wegen Baufälligkeit wurde sie in den Jahren 1720 und 1721 komplett neu aufgebaut.
Harbshausen gehörte zunächst zur Landgrafschaft Hessen, seit 1806 zum Großherzogtum Hessen. Dort lag es in dessen Provinz Oberhessen. Nach Auflösung der Ämter im Großherzogtum 1821 gehörte es zum Landratsbezirk Vöhl und zum Bezirk des Landgerichts Vöhl. Die Gemeinde gehörte zu den Landesteilen, die das Großherzogtum nach dem verlorenen Krieg von 1866 mit dem Friedensvertrag vom 3. September 1866 an Preußen abtreten musste. Dort wurde sie dem Landkreis Frankenberg und dem Amtsgericht Vöhl zugeordnet.
Hessische Gebietsreform (1970–1977)
Am 31. Dezember 1971 fusionierten im Zuge der Gebietsreform in Hessen die bis dahin selbständigen Gemeinden Harbshausen, Buchenberg, Ederbringhausen, Kirchlotheim, Niederorke, Oberorke und Schmittlotheim freiwillig zur neue Gemeinde Hessenstein.
Am 1. Januar 1974 wurde die Gemeinde Hessenstein kraft Landesgesetz mit Ittertal (bestehend aus den ehemaligen Gemeinden Dorfitter, Herzhausen und Thalitter), Marienhagen, Obernburg und Vöhl zur neuen Großgemeinde Vöhl zusammengeschlossen.
Für alle ehemals eigenständigen Gemeinden von Vöhl wurden Ortsbezirke mit Ortsbeirat und Ortsvorsteher nach der Hessischen Gemeindeordnung gebildet.

### Verwaltungsgeschichte im Überblick
Die folgende Liste zeigt die Staaten und Verwaltungseinheiten, denen Harbshausen angehört(e):
- vor 1356: Heiliges Römisches Reich, Herrschaft Itter
- 1356–1590: Heiliges Römisches Reich, Landesherrschaft strittig zwischen Landgrafschaft Hessen, Kurmainz und Grafschaft Waldeck, Herrschaft Itter
- ab 1590: Heiliges Römisches Reich, Landgrafschaft Hessen-Marburg, Herrschaft Itter
- 1604–1648: strittig zwischen Hessen-Kassel und Hessen-Darmstadt (Hessenkrieg)[9]
- ab 1604: Heiliges Römisches Reich, Landgrafschaft Hessen-Kassel, Amt Herrschaft Itter
- ab 1627: Heiliges Römisches Reich, Landgrafschaft Hessen-Darmstadt, Oberfürstentum Hessen, Amt Herrschaft Itter[10][11]
- ab 1806: Großherzogtum Hessen,[Anm. 2] Fürstentum Oberhessen, Amt Herrschaft Itter[12]
- ab 1815: Großherzogtum Hessen, Provinz Oberhessen, Amt Herrschaft Itter[13]
- ab 1821: Großherzogtum Hessen, Provinz Oberhessen, Landratsbezirk Vöhl[Anm. 3]
- ab 1848: Großherzogtum Hessen, Regierungsbezirk Biedenkopf
- ab 1852: Großherzogtum Hessen, Provinz Oberhessen, Kreis Vöhl
- ab 1867: Norddeutscher Bund[Anm. 4], Königreich Preußen,[Anm. 5] Provinz Hessen-Nassau, Regierungsbezirk Kassel, Kreis Frankenberg[11]
- ab 1871: Deutsches Reich, Königreich Preußen, Provinz Hessen-Nassau, Regierungsbezirk Kassel, Kreis Frankenberg
- ab 1918: Deutsches Reich (Weimarer Republik), Freistaat Preußen, Provinz Hessen-Nassau, Regierungsbezirk Kassel, Kreis Frankenberg
- ab 1942: Deutsches Reich, Provinz Hessen-Nassau, Regierungsbezirk Kassel, Landkreis Waldeck
- ab 1944: Deutsches Reich, Freistaat Preußen, Provinz Kurhessen, Landkreis Waldeck
- ab 1945: Amerikanische Besatzungszone,[Anm. 6] Groß-Hessen, Regierungsbezirk Kassel, Landkreis Waldeck
- ab 1946: Amerikanische Besatzungszone, Land Hessen, Regierungsbezirk Kassel, Landkreis Waldeck
- ab 1949: Bundesrepublik Deutschland, Land Hessen, Regierungsbezirk Kassel, Landkreis Waldeck
- ab 1972: Bundesrepublik Deutschland, Land Hessen, Regierungsbezirk Kassel, Landkreis Waldeck, Gemeinde Hessenstein[Anm. 7]
- ab 1974: Bundesrepublik Deutschland, Land Hessen, Regierungsbezirk Kassel, Landkreis Waldeck-Frankenberg, Gemeinde Vöhl[Anm. 8]

### Bevölkerung
Einwohnerstruktur 2011
Nach den Erhebungen des Zensus 2011 lebten am Stichtag dem 9. Mai 2011 in Harbshausen 102 Einwohner. Darunter waren 3 (2,9 %) Ausländer.
Nach dem Lebensalter waren 12 Einwohner unter 18 Jahren, 33 waren zwischen 18 und 49, 30 zwischen 50 und 84 und 27 Einwohner waren älter. Die Einwohner lebten in 63 Haushalten. Davon waren 24 Singlehaushalte, 24 Paare ohne Kinder und 12 Paare mit Kindern, sowie 3 Alleinerziehende und keine Wohngemeinschaften. In 21 Haushalten lebten ausschließlich Senioren und in 33 Haushaltungen leben keine Senioren.
Einwohnerentwicklung
- 1585: 14 Hausgesesse[2]
- 1742: 13 Haushaltungen[2]
- 1791: 82 Einwohner[15]
- 1800: 90 Einwohner[16]
- 1806: 97 Einwohner, 14 Häuser[12]
- 1829: 95 Einwohner, 15 Häuser[17]

| Harbshausen: Einwohnerzahlen von 1791 bis 2011 | Harbshausen: Einwohnerzahlen von 1791 bis 2011 | Harbshausen: Einwohnerzahlen von 1791 bis 2011 | Harbshausen: Einwohnerzahlen von 1791 bis 2011 | Harbshausen: Einwohnerzahlen von 1791 bis 2011 |
| --- | ---------------------------------------------- | ---------------------------------------------- | ---------------------------------------------- | ---------------------------------------------- |
| Jahr |                                                |                                                |                                                | Einwohner                                      |
| 1791 | 1791                                           |                                                | 82                                             | 82                                             |
| 1800 | 1800                                           |                                                | 90                                             | 90                                             |
| 1806 | 1806                                           |                                                | 97                                             | 97                                             |
| 1829 | 1829                                           |                                                | 95                                             | 95                                             |
| 1834 | 1834                                           |                                                | 103                                            | 103                                            |
| 1840 | 1840                                           |                                                | 108                                            | 108                                            |
| 1846 | 1846                                           |                                                | 129                                            | 129                                            |
| 1852 | 1852                                           |                                                | 113                                            | 113                                            |
| 1858 | 1858                                           |                                                | 98                                             | 98                                             |
| 1864 | 1864                                           |                                                | 95                                             | 95                                             |
| 1871 | 1871                                           |                                                | 87                                             | 87                                             |
| 1875 | 1875                                           |                                                | 81                                             | 81                                             |
| 1885 | 1885                                           |                                                | 78                                             | 78                                             |
| 1895 | 1895                                           |                                                | 83                                             | 83                                             |
| 1905 | 1905                                           |                                                | 79                                             | 79                                             |
| 1910 | 1910                                           |                                                | 78                                             | 78                                             |
| 1925 | 1925                                           |                                                | 64                                             | 64                                             |
| 1939 | 1939                                           |                                                | 58                                             | 58                                             |
| 1946 | 1946                                           |                                                | 108                                            | 108                                            |
| 1950 | 1950                                           |                                                | 95                                             | 95                                             |
| 1956 | 1956                                           |                                                | 75                                             | 75                                             |
| 1961 | 1961                                           |                                                | 74                                             | 74                                             |
| 1967 | 1967                                           |                                                | 80                                             | 80                                             |
| 1980 | 1980                                           |                                                | ?                                              | ?                                              |
| 1990 | 1990                                           |                                                | ?                                              | ?                                              |
| 2000 | 2000                                           |                                                | ?                                              | ?                                              |
| 2009 | 2009                                           |                                                | 134                                            | 134                                            |
| 2011 | 2011                                           |                                                | 102                                            | 102                                            |
| Datenquelle: Historisches Gemeindeverzeichnis für Hessen: Die Bevölkerung der Gemeinden 1834 bis 1967. Wiesbaden: Hessisches Statistisches Landesamt, 1968. Weitere Quellen: Gemeinde Vöhl; Zensus 2011 |                                                |                                                |                                                |                                                |

Historische Religionszugehörigkeit
- Im Jahr 1885 gehörten alle 78 Einwohner der evangelischen Konfession an.
- 1961 wurden 62 evangelische (83,8 %) und 10 katholische (13,5 %) Christen gezählt.[2]

## Sehenswürdigkeiten
- Fachwerkkapelle

## Persönlichkeiten
- Felicitas Woll (* 1980), Schauspielerin, wuchs in Harbshausen auf